# المعهد الوطني لعلوم الآثار والتراث
المعهد الوطني لعلوم الآثار والتراث:(بالفرنسية Institut National des Sciences de l'Archéologie et du Patrimoine)، هو معهد تابع لوزارة الشباب والثقافة والتواصل المغربية، متخصص في البحث وتكوين الأطر في مجالي علوم الآثار والتراث. رغم أن المعهد مؤسسة للتعليم العالي، إلا أنه حسب مرسوم إعادة تنظيمه الوارد في الجريدة الرسمية عدد 5994 الصادرة في 10 نونبر 2011 غير تابع للجامعات.

## التنظيم والتسيير
يسير المعهد من طرف مدير عام يتم تعيينه من قبل السلطة الحكومية المختصة بالثقافة يساعده مديران يقترحهما على الجهة الحكومية المكلفة بالثقافة، أحدهما يعنى بالشؤون البيداغوجية والبحث والآخر يتكلف بالتكوين والتداريب فضلا عن كاتب عام ومجلس للمعهد يضم أساتذة وإداريين وتقنيين وطلبة منتخبين وشخصيات من خارج المعهد.

## المهام
تناط بالمعهد الوطني لعلوم الآثار والتراث مجموعة من المهام تتلخص أساسا في، التكوين في مجال الأركيولوجيا والانثروبولوجيا وعلوم التراث وكل ما يرتبط بها. إلى جانب تنظيم الندوات والملتقيات والدراسات في مجال تخصصه وتسليم الشواهد للناجحين.

## الأسلاك والشعب
تنقسم الدراسة بالمعهد إلى ثلاثة أسلاك هي؛ دبلوم السلك الأساسي، الماستر، الماستر المتخصص، الدكتوراه، أما الشعب في المعهد العالي لعلوم الآثار والتراث فهي؛ شعبة علم آثار ما قبل التاريخ، شعبة علم آثار ما قبل الإسلام، شعبة علم آثار الفترة الإسلامية، شعبة الأنثربولوجيا وعلم المتاحف، شعبة المعالم التاريخية والمواقع وقياس عمر الآثار.